# 1-es busz (Pécs)

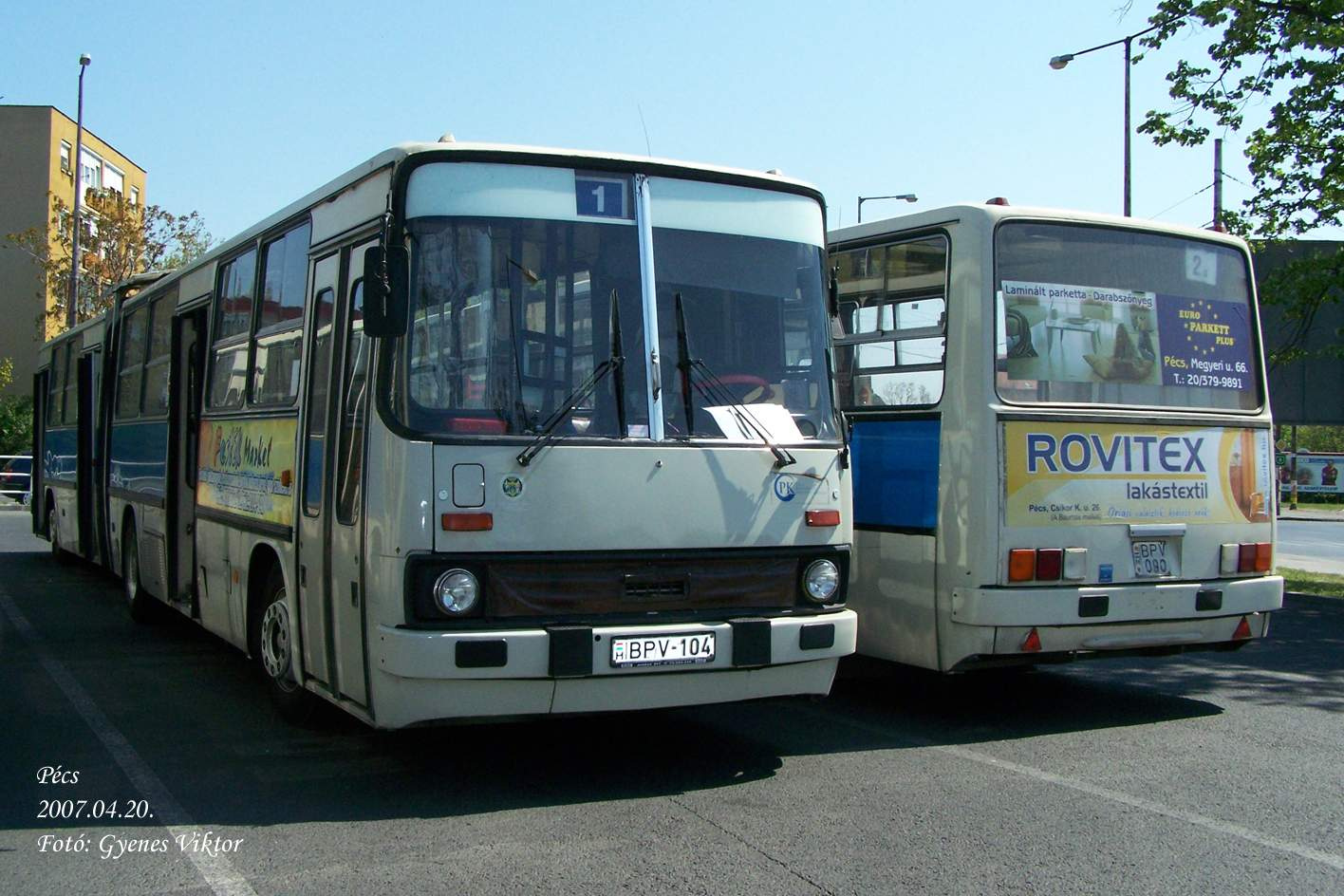
Ikarus 280-as busz a vonalon 2007-ben

A pécsi 1-es jelzésű autóbusz Uránváros és Kertváros között közlekedik. A reggeli csúcsidőben 10, a délutániban pedig 15 percenként közlekedik. A végállomásról elindulva a legforgalmasabb uránvárosi megállók érintésével szolgálja ki az utazóközönséget, majd áthajt a Megyeri kishídon. A híd másik oldala már Kertváros, ahol is a panelrengeteg közt teszi meg azt a hurkot, amellyel érinti a városrész legfontosabb, és legforgalmasabb megállóit. A járatok 38 perc alatt teszik meg a 12,9 km-es kört.

## Története
1977. február 1-jén indult el a 19-es autóbusz Újmecsekalja és a kertvárosi autóbusz-állomás között, a mai 4-es vonalán a Főpályaudvarig, majd a 3-as vonalán Kertvárosig. Ez a járat volt az 1-es elődje. Nem sokkal a nevelési központi pályaudvar átadása után, 1980-ban amikor a második pécsi felüljárót (Megyeri híd) átadták, megszűnt a 19-es, és helyét az 1-es járat vette át Újmecsekalja és a Nevelési Központ között. 1987. február 23-tól lett hurokjárat az 1-es, addig a Nevelési Központban fordult. 1987-től rövid ideig 101-es gyorsjárat is közlekedett.
2016. szeptember 1-jétől a Malomvölgyi úttól és a Fagyöngy utcától is indulnak járatok, melyek a Várkonyi Nándor utcától eredeti útvonalon közlekednek tovább az Uránváros felé.

## Útvonala
| Uránváros → Vásártér → Csontváry utca → Uránváros |
| --- |
| Uránváros – Ürögi fasor – Makay István út – Esztergár Lajos utca – Ybl Miklós utca – Építők útja – Tüzér utca – Megyeri út – Nagy Imre út – Maléter Pál út – Aidinger János utca – Nagy Imre út – Megyeri út – Tüzér utca – Építők útja – Ybl Miklós utca – Esztergár Lajos utca – Makay István út – Ürögi fasor – Uránváros |
| Fagyöngy utca → Uránváros |
| Fagyöngy utca – Illyés Gyula út – Malomvölgyi út – Nagy Imre út – Megyeri út – Tüzér utca – Építők útja – Ybl Miklós utca – Esztergár Lajos utca – Makay István út – Ürögi fasor – Uránváros |

## Megállóhelyei
| 1 (Uránváros → Csontváry utca → Uránváros) 1 (Fagyöngy utca → Uránváros) |          |                          | | |
| Perc (↓) | Perc (↓) | Megállóhely              | Megállóhelyet érintő járatok | Létesítmények                                                                                       |
| 0 | ∫        | Uránváros végállomás     | 1, 2, 2A, 2E, 4, 4Y, 21, 21A, 22, 23, 23Y, 24, 25, 25A, 26, 26A, 27, 27Y, 28, 28A, 28Y, 29, 102, 102Y, 104, 104A, 104E, 104Y, 107E, 121 · Helyközi autóbuszok | Tesco, Autóbusz-állomás, Gyógyszertári Központ                                                      |
| 1 | ∫        | Olympia Üzletház         | 1, 2, 2A, 2E, 4, 4Y, 21, 21A, 22, 23, 23Y, 24, 102, 102Y, 104, 104A, 104E, 104Y, 121                                                                          | Olympia Üzletház, Bánki Donát Úti Általános Iskola Intézményegység                                  |
| 2 | ∫        | Mecsek Áruház            | 1, 2, 2A, 2E, 4, 4Y, 21, 21A, 22, 23, 23Y, 24, 102, 102Y, 104, 104A, 104E, 104Y, 121 · Helyközi autóbuszok                                                    | Mecsek Áruház, Bánki Donát Úti Általános Iskola Intézményegység                                     |
| 4 | ∫        | Kulturális Központ       | 1, 2, 2A, 2E, 21, 21A, 102, 102Y, 121 | Éltes Mátyás Általános iskola Szakiskola és Kollégium, Testnevelési Általános és Középiskola (TÁSI) |
| 5 | ∫        | Tüzér utca               | 1, 2, 2A, 2E, 21, 21A, 55, 102, 102Y, 121 | |
| 6 | ∫        | PÉTÁV                    | 1, 55 | Pécsi Távfűtő Kft.                                                                                  |
| 7 | ∫        | Megyeri kishíd           | 1, 4, 4Y, 55, 104, 104A, 104E, 104Y | |
| 8 | ∫        | Expo Center              | 1, 55 | EXPO Center                                                                                         |
| 10 | ∫        | Vásártér                 | 1, 55, 130, 130A | Vásártér, Pécs Plaza                                                                                |
| 11 | ∫        | Nagy Imre út             | 1, 3, 3E, 55, 103, 130, 130A | |
| 13 | ∫        | Sarolta utca             | 1, 3, 3E, 55, 103, 130, 130A | |
| 15 | ∫        | Lahti utca               | 1, 3, 3E, 6, 6E, 8, 33, 55, 60, 60A, 60Y, 103, 121, 130, 130A · Helyközi autóbuszok                                                                           | |
| 16 | ∫        | Krisztina tér            | 1, 6, 6E, 8, 33, 55, 60, 60A, 60Y, 121, 130, 130A · Helyközi autóbuszok                                                                                       | |
| 18 | ∫        | Aidinger János út        | 1, 7, 7Y, 22, 23, 23Y, 24, 55, 60, 60A, 60Y, 73, 73Y, 107E, 109E, 142                                                                                         | |
| 19 | ∫        | Sztárai Mihály út        | 1, 7, 7Y, 22, 23, 23Y, 24, 55, 60, 60A, 60Y, 73, 73Y, 107E, 109E, 142                                                                                         | Árpád Fejedelem Gimnázium és Általános Iskola                                                       |
| 21 | ∫        | Csontváry utca           | 1, 3, 3E, 6, 6E, 7, 7Y, 22, 23, 23Y, 24, 55, 60, 60A, 60Y, 61, 62, 73, 73Y, 103, 107E, 109E, 121, 130, 130A, 142                                              | Apáczai Csere János Nevelési Központ                                                                |
| Fagyöngy utcától munkanapokon és szombaton reggel 2 járat is indul, mely a sárga hátterű megállókat érintve éri el a Várkonyi Nándor utca megállót, ahonnan eredeti útvonalán halad tovább az Uránváros felé. |          |                          | | |
| ∫ | 0        | Fagyöngy utca végállomás | 1, 8, 22, 23, 23Y, 24, 33, 51, 52, 62, 73, 73Y, 109E, 142 | |
| ∫ | 1        | Csipke utca              | 1, 8, 22, 23, 23Y, 24, 33, 62, 73, 73Y, 109E, 142 | |
| ∫ | 2        | Málom-hegyi út           | 1, 8, 22, 23, 23Y, 24, 33, 62, 73, 73Y, 109E, 142 | |
| ∫ | 3        | Gadó utca                | 1, 8, 22, 23, 23Y, 24, 33, 62, 73, 73Y, 109E, 142 | |
| ∫ | 4        | Tildy Zoltán utca        | 1, 8, 22, 23, 23Y, 24, 33, 62, 73, 73Y, 109E, 142 | |
| 22 | 6        | Várkonyi Nándor utca     | 1, 3, 3E, 6, 6E, 8, 33, 55, 60, 60A, 60Y, 103, 121, 130, 130A · Helyközi autóbuszok                                                                           | |
| 24 | 7        | Sarolta utca             | 1, 3, 3E, 55, 103, 130, 130A | |
| 25 | 9        | Nagy Imre út             | 1, 3, 3E, 55, 103, 130, 130A | |
| 27 | 11       | Vásártér                 | 1, 55, 130, 130A | Vásártér, Pécs Plaza                                                                                |
| 28 | 12       | Expo Center              | 1, 55 | EXPO Center                                                                                         |
| 30 | 14       | Megyeri kishíd           | 1, 4, 4Y, 55, 104, 104A, 104E, 104Y | |
| 31 | 15       | PÉTÁV                    | 1, 55 | Pécsi Távfűtő Kft.                                                                                  |
| 33 | 17       | Kulturális Központ       | 1, 2, 2A, 2E, 21, 21A, 102, 102Y, 121 | Éltes Mátyás Általános iskola Szakiskola és Kollégium, Testnevelési Általános és Középiskola (TÁSI) |
| 34 | 18       | Mecsek Áruház            | 1, 2, 2A, 2E, 4, 4Y, 21, 21A, 22, 23, 23Y, 24, 102, 102Y, 104, 104A, 104E, 104Y, 121 · Helyközi autóbuszok                                                    | Mecsek Áruház, Bánki Donát Úti Általános Iskola Intézményegység                                     |
| 36 | 20       | Olympia Üzletház         | 1, 2, 2A, 2E, 4, 4Y, 21, 21A, 22, 23, 23Y, 24, 102, 102Y, 104, 104A, 104E, 104Y, 121                                                                          | Olympia Üzletház, Bánki Donát Úti Általános Iskola                                                  |
| 38 | 22       | Uránváros végállomás     | 1, 2, 2A, 2E, 4, 4Y, 21, 21A, 22, 23, 23Y, 24, 25, 25A, 26, 26A, 27, 27Y, 28, 28A, 28Y, 29, 102, 102Y, 104, 104A, 104E, 104Y, 107E, 121 · Helyközi autóbuszok | Tesco, Autóbusz-állomás, Gyógyszertári Központ                                                      |